# Ophelosia bifasciata
Ophelosia bifasciata är en stekelart som beskrevs av Girault 1916. Ophelosia bifasciata ingår i släktet Ophelosia och familjen puppglanssteklar. Inga underarter finns listade i Catalogue of Life.